# Албрехт Фугер-Кирхберг и Вайсенхорн
Албрехт Фугер-Кирхберг-Вайсенхорн (на немски: Albrecht Fugger, Graf zu Kirchberg und Weissenhorn / Albrecht Fugger Herr zu Welden; * 10 януари 1574; † 5 февруари 1614 в Оберндорф) е благородник от швабската търговска фамилия Фугер, господар на Велден в района на Аугсбург.
Той е най-малкият син (от 14 деца) на фрайхер Макс/Маркус Фугер (1529 – 1597), господар на Нордендорф, банкер, търговец и хуманист, и съпругата му графиня Сибила фон Еберщайн (1531 – 1589), дъщеря на Вилхелм IV фон Еберщайн (1497 – 1562) и графиня Йохана фон Ханау-Лихтенберг (1507 – 1572). Внук е на банкера фрайхер Антон Фуггер (1493 – 1560) и Анна Релингер (1505– 1548). Правнук е на фрайхер Георг Фугер (1453 – 1506) и Регина Имхоф († 1526).
Братята му са имперския съветник Георг Фугер, господар на Нордендорф и Вьорт (1560 – 1634), президент на тайния съвет и имперски представител в Република Сан Марко, фрайхер Антон Фугер фон Кирхберг, господар на Оберндорф (1563 – 1616), и Филип Фугер фон Бибербах, господар на Бибербах (1567 – 1601.

## Фамилия
Албрехт Фугер-Кирхберг-Вайсенхорн се жени на 5 май 1595 г. за Вероника Фугер-Кирхберг и Вайсенхорн (* 4 август 1578; † 15 януари 1645), дъщеря на Якоб III Фугер фон Бабенхаузен, Веленбург и Боос (1542 – 1598) и Анна Илзунг фон Тратцберг (1549 – 1601). Те имат осем деца: 
- Маркс (* 11 април 1598; † 1625, Велден), каноник в Аугсбург и Пасау
- Хелена (* 11 август 1601)
- Мария (* 28 април 1603; † 28 април 1603)
- Леонхард (* 5 февруари 1605
- Франц Фугер (* 4 октомври 1607; † 7 април 1639)
- Вероника (* 5 февруари 1609; † в Хоенварт), монахиня в Хоенварт
- Сибила (* 22 септември 1610; † 28 април 1667, Хоенварт), монахиня в Хоенварт
- Мария Франциска (* 9 март 1614, Велден; † 15 януари 1645, Гюнцбург), омъжена на 7 август 1639 г. в Инсбрук за граф Файт Ернст I фон Рехберг (* 1596; † 4 юли 1671, Остерберг, погребан в Гюнцбург)